# Multitarn

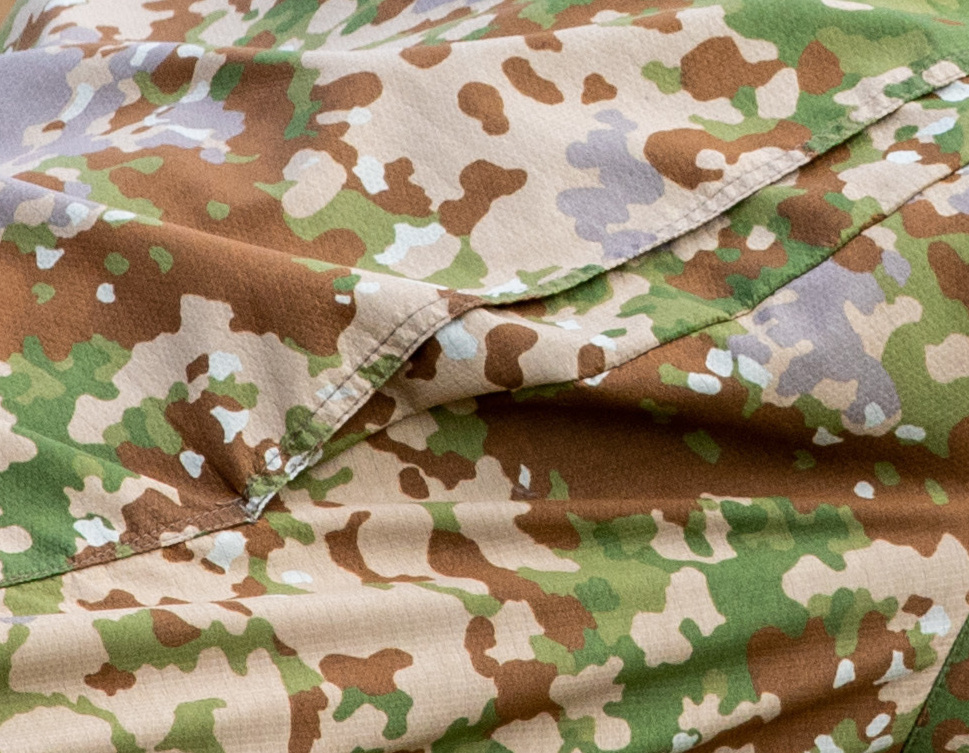
Vom WIWeB entworfener Multitarndruck bzw. Multitarn

Multitarndruck (auch Multitarn genannt) ist ein sechsfarbiges disruptives Tarnmuster, das von der Bundeswehr als universeller Ersatz für die Standardmuster Flecktarn und Tropentarn entwickelt wurde. Es wurde ab 2016 zunächst an Eliteeinheiten wie das Kommando Spezialkräfte (KSK) und das Kommando Spezialkräfte der Marine (KSM) ausgeliefert und soll bis 2029 schrittweise an die gesamte Truppe ausgegeben werden.

## Geschichte
Die Entwicklung des Multitarndrucks begann Anfang der 2010er Jahre am Wehrwissenschaftlichen Institut für Werk- und Betriebsstoffe (WIWeB). Ziel war es, ein Tarnmuster zu entwickeln, das sowohl in Wäldern, städtischen Gebieten, offenem Gelände und Übergangsumgebungen Tarnung bietet. Die Tests begannen um 2012, Prototypen wurden 2016 öffentlich vorgestellt.
Die Multitarndruck-Bekleidung wurde zunächst ab 2016 an die Kommando Spezialkräfte und die Kampfschwimmer ausgegeben. Gleichzeitig mit der begrenzten Einführung von Multitarn-Bekleidung wurde ebenfalls ab 2016 neue Schneetarnbekleidung bei der Gebirgsjägertruppe eingeführt und damit das alte Schneetarnmuster ersetzt.
Bis etwa November 2020 erhielten rund 4000 Bundeswehrangehörige verschiedene Ausrüstungsgegenstände im Multitarnmuster. Die ausschließliche Verwendung des Musters durch die Spezialeinheiten weckte Bedenken, dass sie dadurch als Elitetruppen erkennbar sind.
Nach jahrelanger ablehnender Haltung gab das Bundesministerium der Verteidigung seine ablehnende Beurteilung der Neueinführung im Sommer 2025 auf und bestätigte eine ab 2026 geplante generelle Umstellung auf Multitarn-Druck, der die bisherige Ausstattungen mit Fünffarbflecktarn oder Dreifarb-Flecktarn (Tropentarn bzw. Wüstentarn) ersetzen soll. Die Umrüstung, die bis 2029 abgeschlossen sein soll, wird aus dem im Jahr 2022 aufgelegten 100-Milliarden-Euro-Sondervermögen für die Bundeswehr finanziert werden. Ausschlaggebend für das Umdenken seien die Erfahrungen aus dem Russisch-Ukrainischen Krieg gewesen und die daraus abgeleitete Erwartung, dass Gefechte vor allem in urbaner Umgebung geführt würden. Die Entscheidung folgte auch Studien, die zeigten, dass Multitarn eine bessere Tarnung bietet, insbesondere gegen Nachtsichtsysteme und in städtischen Umgebungen.

## Design

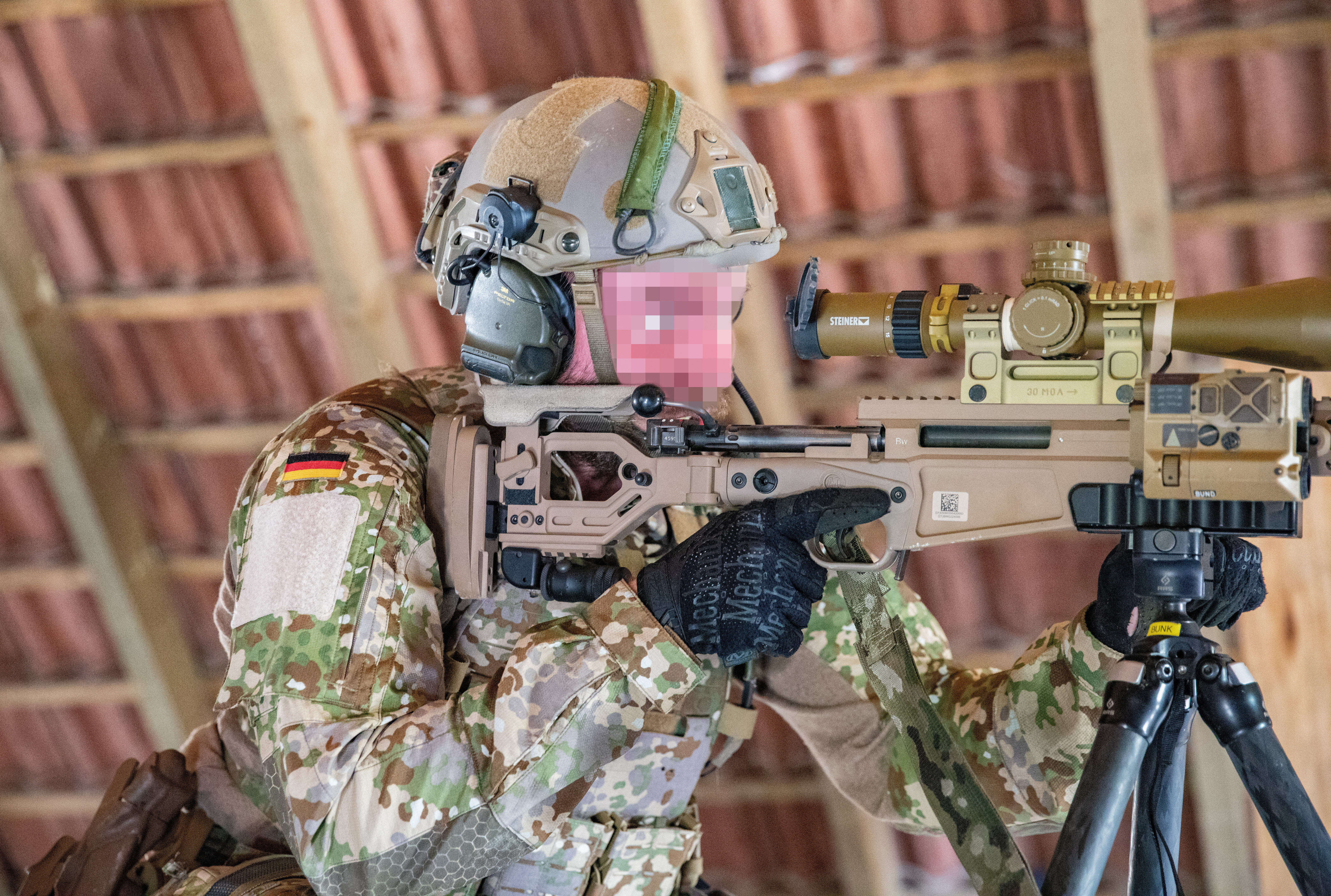
Ein Scharfschütze der Kommando Spezialkräfte in Multitarn-Bekleidung

Multitarn basiert auf der Flecktarn-Familie, verwendet jedoch eine breitere Palette von sechs Farben: Hellgrün, Dunkelgrün, Braun, Beige, Grau und Cremeweiß. Das angepasste Fleckmuster hat glattere Kanten und unterschiedliche Punktgrößen, um die Tarnung auf verschiedene Entfernungen zu verbessern. Es ist für multispektrale Tarnung optimiert, insbesondere im Nahinfrarotbereich (700–1200 nm), wodurch die Sichtbarkeit für Nachtsichtgeräte verringert wird.
Das Muster wurde entwickelt, um in einer Vielzahl von Umgebungen, darunter Wäldern, städtischen, trockenen und Übergangszonen, eine ausreichende Wirksamkeit zu bieten, anstatt sich auf einen einzigen Geländetyp zu konzentrieren. Dieser „Alleskönner“-Ansatz spiegelt multinationale Universalmuster wie das britische Multi-Terrain Pattern und das US-amerikanische MultiCam wider.
Anders als Flecktarn, das in unterschiedlichen fünffarbigen (gemäßigten) und dreifarbigen (Tropentarn bzw. Wüstentarn) Varianten erhältlich ist, handelt es sich bei Multitarn um ein einheitliches sechsfarbiges Universalmuster, das beide Varianten ersetzen soll. Anders als bei früheren Flecktarn-Mustern hat die Bundeswehr zudem strenge Maßnahmen hinsichtlich ihrer Eigentumsrechte und Vertriebskontrolle ergriffen, um eine unbefugte und illegale Produktion des Musters außerhalb der von der Bundeswehr autorisierten Vertragspartner zu verhindern.